# Kolekcjoner Ostrowski
Kolekcjoner Ostrowski – kwartalnik ukazujący się na terenie Ostrowa Wielkopolskiego od 2015 roku [ISSN 2450-1379].
Zajmuje się promocją szeroko rozumianego ruchu kolekcjonerskiego oraz dokumentowaniem i systematyką lokalnych wydawnictw (ostrovianów), m.in.:
- katalog medali Międzynarodowego Biennale Małej Formy Graficznej i Ekslibrisu w Ostrowie Wielkopolskim – nr 1(4) luty 2016;
- zestawienie wydawnictw Ogólnopolskich Rajdów "Jesień Chopinowska" – nr 2(5) maj 2016;
- zestawienie odznak Ludowego Zespołu Sportowego "Centra" Ostrów – nr 4(7) grudzień 2016;
- zestawienie odznak klubu sportowego Ostrovia Ostrów Wielkopolski – nr 1(8) marzec 2017;
- katalog ostrowskiej prasy konspiracyjnej okresu II wojny światowej – nr 1(8) marzec 2017.

## Ostrowski Dzień Kolekcjonera
Od 2016 roku redakcja kwartalnika jest współorganizatorem Ostrowskich Dni Kolekcjonera. Z tej okazji w roku 2016, 2017 i 2018 poza normalnym cyklem wydawniczym ukazały się numery specjalne kwartalnika.

## Wyróżnienia
Wydawnictwo dostrzeżone i docenione przez lokalne władze samorządowe:
- w czerwcu 2017 roku redaktor naczelny "Kolekcjonera" za wydawanie kwartalnika otrzymał nagrodę Prezydenta Miasta Ostrowa Wielkopolskiego „Osobowość Kultury 2017”[4];
- w październiku tego samego roku nagrodę Starosty Ostrowskiego "Laur Kultury 2017"[5].